# Ingvar Svahn
Ingvar Svahn (Malmö, 22 mei 1938 - Höllviken, 16 juni 2008) was een Zweeds voetballer die bij voorkeur had als Middenvelder gespeeld.

## Carrière
Svahn is geboren in Malmö. Svahn is begonnen met voetballen in zijn jeugd bij Kulladals FF. In 1957 speelde hij bij Malmö FF en hij heeft 217 wedstrijden gespeeld voor zijn club. In 1968 ging hij voor twee seizoenen voetballen bij Belgische voetbalclub Royal Daring. Svahn ging daarna nog 1 seizoen voetballen bij zijn oude voetbalclub. Svahn had nog nooit in zijn voetbalcarrière een gele of rode kaart gehad. In 1967 won hij Guldbollen dat is prijs voor beste Zweedse voetballer van het jaar. Hij beëindigde zijn voetbalcarrière in 1970.
Svahn maakt zijn debuut in Zweden in 1961. Svahn heeft 19 wedstrijden gespeeld en 2 doelpunten gemaakt voor zijn nationale ploeg.
Svahn overleed op 16 juni 2008.

## Erelijst
- Guldbollen (1) : 1967